# Johann Georg Stengg
Johann Georg Stengg (né le 23 décembre 1689, mort le 19 mars 1753 à Graz) est un architecte autrichien.

## Biographie
Johann Georg Stengg est le fils d'Andreas Stengg. Il devient le principal représentant de l'architecture baroque tardive en Styrie. Stengg fait deux voyages en Italie (1707 et 1715) et est formé par l'architecte italien Francesco Borromini. En 1741, il succède à son père, Andreas Stengg, comme maître d'œuvre de la cour. La basilique de Mariatrost, dont il fait le plan avec son père, est l’une de ses œuvres les plus importantes.

## Œuvres

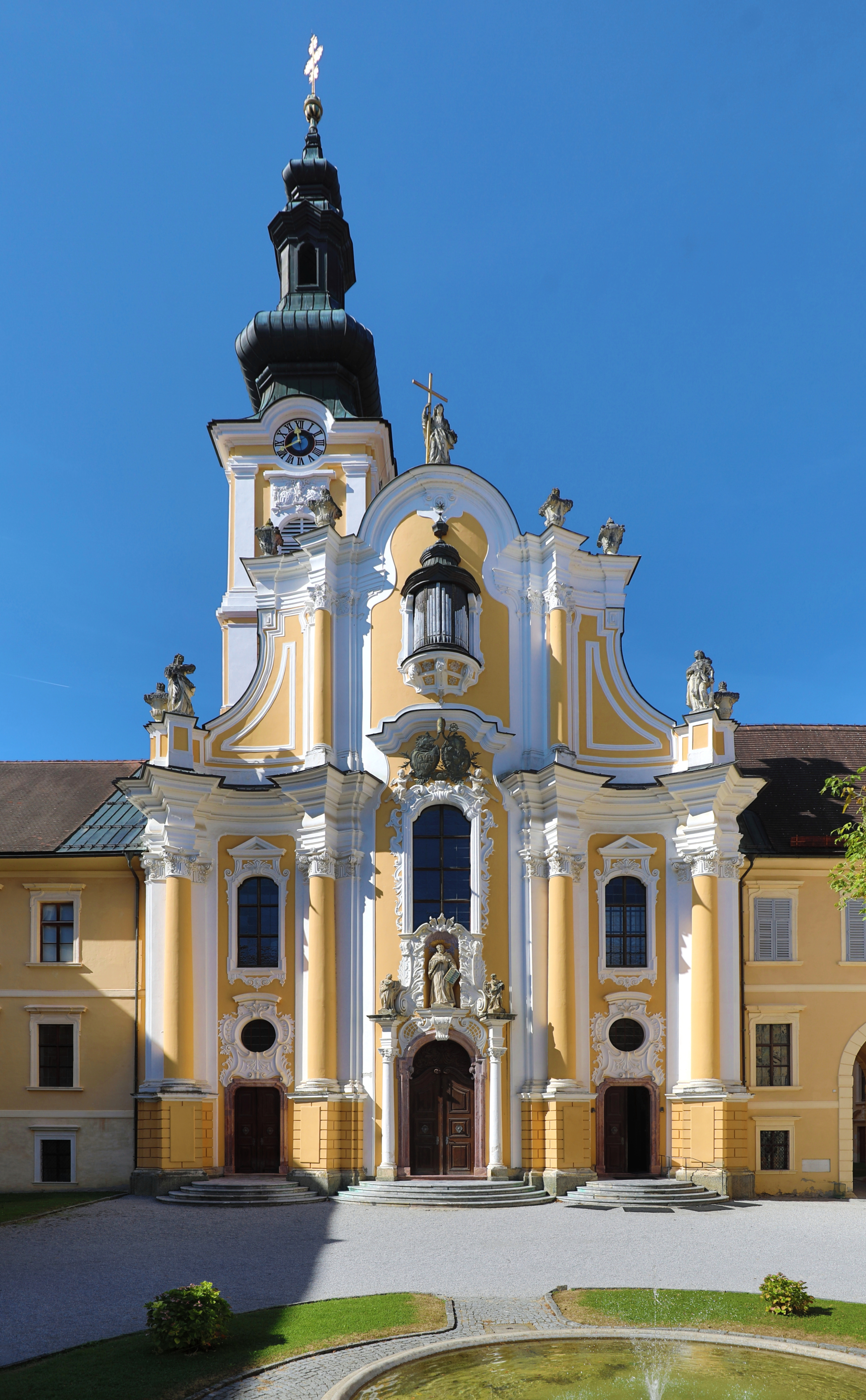
Baroque de l' église abbatiale de Rein

- Reconstruction baroque de l'église abbatiale de Rein, 1747
- Plan de la basilique de Mariatrost (avec son père Andreas Stengg), 1714
- Clocher de l'église de Heiligenkreuz am Waasen, 1746
- Lucarnes de toit de l'église Notre-Dame des Douleurs de Straßgang (de)
- Plan de l'Ecce-Homo du calvaire de Graz (de)
- Reconstruction baroque de la façade du Palais Inzaghi (de), Mehlplatz, Graz
- Dôme de l'église Saint-Léonard de Graz (de), 1747
- Construction de la crypte dans la Leechkirche (de), 1737
- Plan du clocher de l'église de la Miséricorde de Graz (de), vers 1740

## Source
- (de) Cet article est partiellement ou en totalité issu de l’article de Wikipédia en allemand intitulé « Johann Georg Stengg » (voir la liste des auteurs).